# King of the Beach
King of the Beach – studyjny album Chrisa Rei, wydany 31 października 2000 roku.

## Lista utworów
1. "King of the Beach" - 5:00
2. "All Summer Long" - 5:14
3. "Sail Away" - 4:48
4. "Still Beautiful" - 4:10
5. "The Bones of Angels" - 4:15
6. "Guitar Street" - 4:42
7. "Who Do You Love" - 4:52
8. "The Memory of a Good Friend" - 3:55
9. "Sandwriting" - 5:08
10. "Tamatave" - 5:17
11. "God Gave Me an Angel" - 2:59
12. "Waiting for a Blue Sky" - 5:02
13. "Mississippi" (UK bonus) - 4:29

Utwór nr 13 znajduje się tylko na brytyjskiej edycji albumu.